# Nucras ornata
Nucras ornata là một loài thằn lằn trong họ Lacertidae. Loài này được Gray mô tả khoa học đầu tiên năm 1864.